# Công giáo tại Ireland
Công giáo tại Ireland (tiếng Ireland: An Eaglais Chaitliceach in Éireann, Scotland Ulster: Catholic Kirk in Airlann) là một bộ phận của Giáo hội Công giáo hoàn vũ hiệp thông với Tòa Thánh. Với khoảng 3,7 triệu tín hữu (tại Cộng hòa Ireland), đây là giáo hội Kitô giáo có số lượng tín hữu lớn nhất trên đảo Ireland (xem Kitô giáo tại Ireland). Theo điều tra dân số năm 2016 của Cộng hòa Ireland, dân số Công giáo chiếm 78% trong dân số cả nước; thấp hơn tỷ trọng năm 2011 khoảng 6%. Ngược lại, theo điều tra dân số Bắc Ireland, dân số Công giáo chiếm 41% trong dân số toàn vùng và có xu hướng gia tăng trong tỷ trọng trong tương lai. Tổng giám mục tổng giáo phận Armagh nắm tước vị Giáo trưởng toàn Ireland và do đó có quyền ưu tiên cao nhất về mặt lễ nghi trong Giáo hội Công giáo Ireland. Thẩm quyền quản trị của giáo hội Công giáo Ireland bao trùm toàn bộ đảo Ireland. Hội đồng Giám mục Ireland là cơ quan tham mưu cho các giám mục tại Ireland.